# Gürzenich-Chor Köln
Der Gürzenich-Chor Köln ist der älteste Konzertchor der Stadt Köln.
Er wurde 1827 als Chor der Concertgesellschaft zu Cöln gegründet. Erster Dirigent war der damalige Domkapellmeister Carl Leibl. Aus den Konzerten des Chores, die ab 1857 im Kölner Gürzenich abgehalten wurden, entstanden die bis in die 1980er Jahre bestehenden Gürzenich-Konzerte, die heute in der Kölner Philharmonie stattfinden, wo auch das ebenfalls dieser Tradition entstammende städtische Gürzenich-Orchester zuhause ist.
Der Chor besteht nach wie vor aus Laien und ist seit nahezu zwei Jahrhunderten fester Bestandteil des Kölner Musiklebens. Namhafte Komponisten wie Johannes Brahms und Giuseppe Verdi folgten der Einladung des Chores, als Dirigenten eigene Werke aufzuführen. Handschriftliche Einträge im Goldenen Buch des Chores unter anderem von Brahms, Grieg, Bruch und Richard Strauss belegen das und machen diese Tradition greifbar.
Namensgeber des Chores ist der frühere Konzertsaal, der Gürzenich.
Künstlerischer Leiter des Chores ist seit 2011 Christian Jeub. Er ist Nachfolger von Michael Reif, der den Chor seit 1994 leitete.
Der Chor wird von einem eigenen Förderverein unterstützt, der sich am 30. September 2012 gegründet hat.